# Abaliget
Abaliget (nje. Abaling) je selo u južnoj Mađarskoj.
Zauzima površinu od 16,09 km četvornih.

## Zemljopisni položaj
Nalazi se na 46°9' sjeverne zemljopisne širine i 18°7' istočne zemljopisne dužine. Pečuh se nalazi 10 km jugoistočno, Gustot je 2 km sjeverozapadno, Kovácsszénája 2 km sjeverno, Orfű 1 km istočno, Kovasiluš je 5 km južno, Kővágótöttös 5 km jugozapadno.

## Promet
Iako se Abaliget ne nalazi na željezničkoj prometnici, 3 km udaljena željeznička postaja koja nosi ime ovog sela se nalazi samo jedan kilometar od drugog sela, Korvođe.

## Upravna organizacija
Upravno pripada Pečuškoj mikroregiji u Baranjskoj županiji. Poštanski broj je 7678.

## Stanovništvo
Abaliget ima 637 stanovnika (2001.).

## Pobratimstva
- Knonau (od 1993.)
- Dannenfers (od 2002.)
- Sievi (od 2005.)

## Vanjske poveznice
- (mađ.) Abaliget önkormányzatának honlapja
- (mađ.) [neaktivna poveznica]
- (mađ.) Látnivalók  Arhivirana inačica izvorne stranice od 31. kolovoza 2019. (Wayback Machine)
- Abaliget na fallingrain.com